# Bunte Dimensionen
Bunte Dimensionen (BD) ist ein deutscher Comicverlag aus Augsburg. 
Nach dem Besuch der Frankfurter Buchmesse im Jahr 2004 kam Comicladen-Betreiber Thierry Zeller auf die Idee, einen eigenen Comicverlag zu gründen, um den frankobelgischen Comic wieder stärker ins Bewusstsein zu bringen. Seit 2005 erscheinen Alben in hochwertigen Hardcover-Ausführungen. Der Verlag präsentierte sich auf Messen wie dem Comic-Salon Erlangen oder dem Comicfestival München.
Zum Verlagsprogramm zählen über 40 Serien aus den Genres Fantasy, History, Science-Fiction und Thriller. BD ist zugleich die geläufige Abkürzung des französischen Wortes für Comic (Bande dessinée).

## Comicserien (Auswahl)
- Arcanes
- Arctica
- Carmen Mc Callum (von Fred Duval, Gess und Emem)
- Das große Spiel
- Der Gesang der Strygen (von Corbeyran und Richard Guérineau)
- Die Ewigen (von Félix Meynet und Yann)
- Die Macht der Archonten
- Die verlorene Armee
- Drachenblut
- Golden City
- Sisco (von Thomas Legrain und Benec)
- Travis (von Fred Duval und Christophe Quet)
- Millennium